# Portretul Zettinei Urechia (pictură de Nicolae Grigorescu)
Acest articol dezvoltă secțiunea Opera a articolului principal Nicolae Grigorescu.
Portretul Zettinei Urechia este o pictură realizată de pictorul român Nicolae Grigorescu. Lucrarea nu a fost datată și nici semnată de către artist. Istoricul de artă George Oprescu a datat-o ca perioadă de creație în anii  1869 - 1870. Tabloul face parte din seria de picturi pe care artistul român le-a realizat imediat după revenirea sa de la studiile pe care le-a făcut la Paris. A executat în principal portretele membrilor familiei Davila - Elena Davila viitoare Petricari, Alexandru Davila, Carol Davila și celei de a doua soții Ana Davila (fostă Racoviță), și  familiei lui V. A. Urechia - Zettina și sorei sale Emilia Dona. 

## Portretele familiei Davila
Venit la București de la studiile de la Paris în toamna anului 1869, Grigorescu s-a îmbolnăvit și a fost tratat de Carol Davila. Din acest moment s-a legat o strânsă prietenie cu Davila, care l-a invitat să locuiască la Cotroceni unde doctorul locuia în calitate de director al Azilului Elena Doamna. Există în acest sens, un peisaj realizat de Grigorescu, care se afla în anul 1962 la Muzeul Simu și care făcea parte din colecția fiicei lui Davila - Elena Petricari. George Oprescu a presupus că una din elevele figurate în lucrare ar fi chiar fiica lui Davila. Peisajul înfățișează un grup de eleve ale Azilului Elena Doamna plimbându-se printre arborii din curtea stabilimentului.

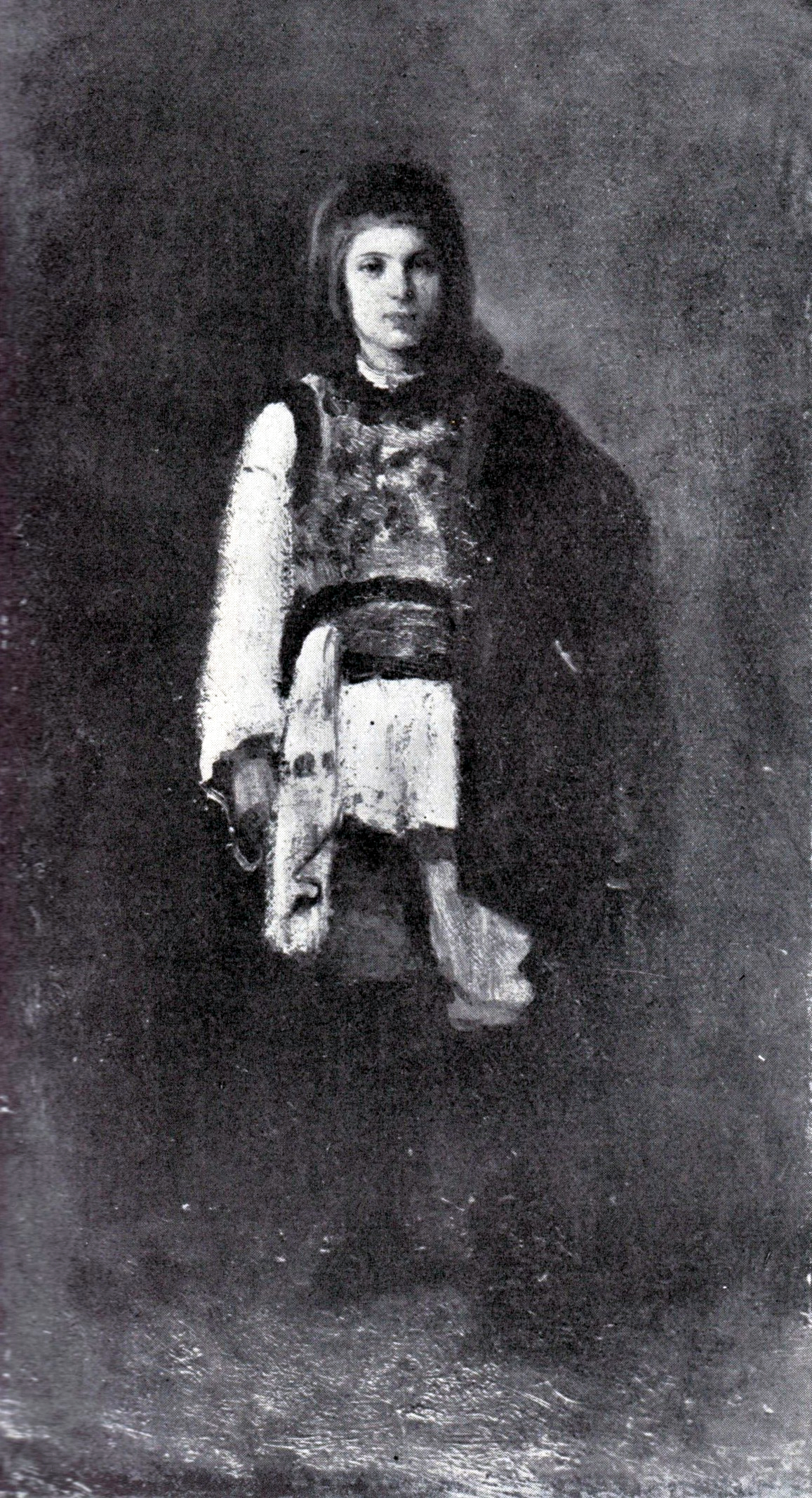
Alexandru Davila, copil

Nicolae Grigorescu a făcut portretele membrilor familiei Davila: celei de a doua soții a lui Davila - Ana Racoviță și a lui Carol Davila în mai multe variante.[D] S-au mai păstrat timpului portretele copiilor lui Davila și ai Elenei care s-a căsătorit cu generalul Petricari,[E] precum și portretul lui Alexandru Davila, viitorul dramaturg și om de teatru. Portretele lui Petricari și al Elenei au fost pictate în anul 1869.

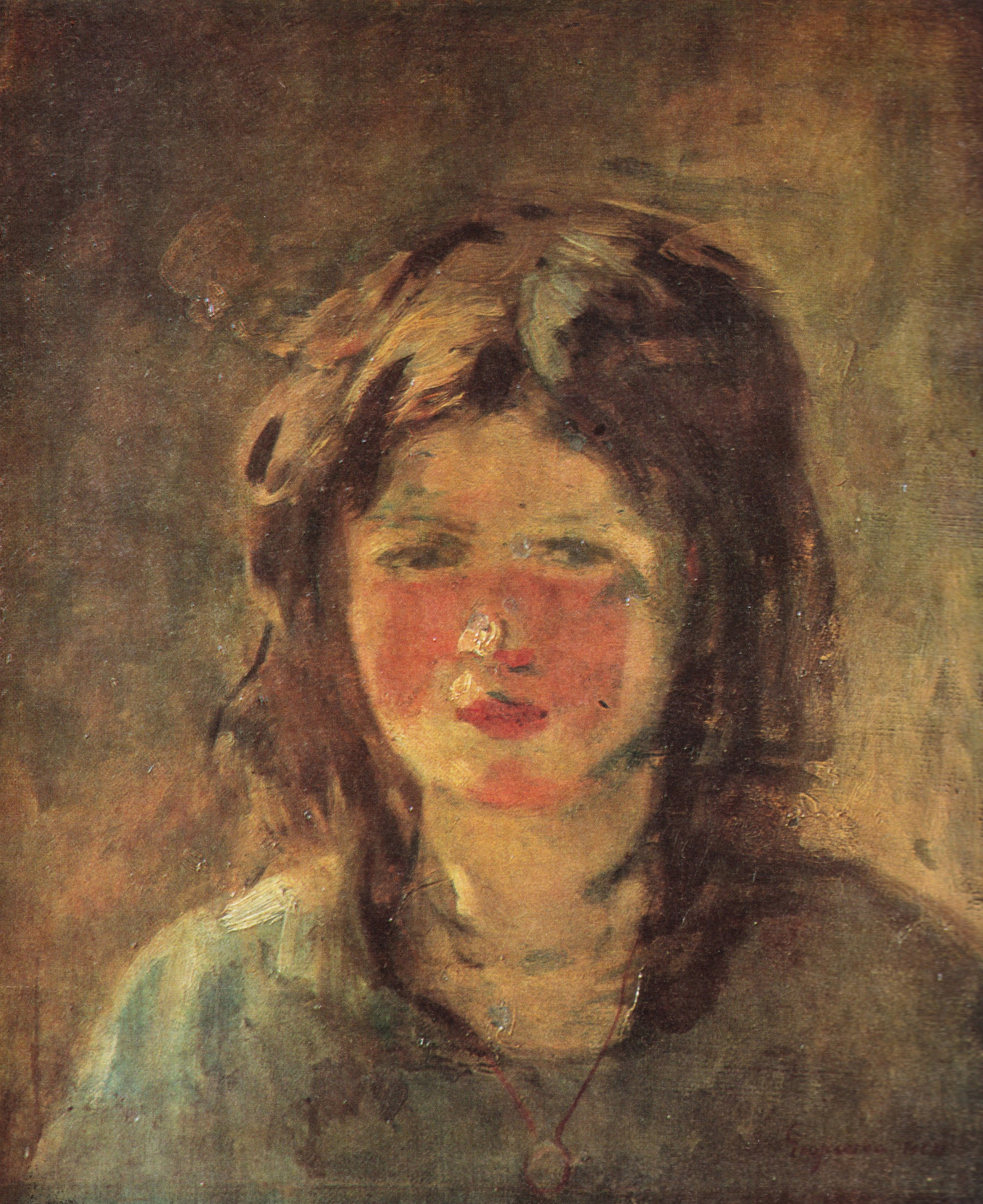
Elena Davila

Primele portrete pe care Nicolae Grigorescu le-a făcut începând din anul 1869 au fost cele ale copiilor lui Carol Davila. Portretul fetiței Elena Davila (1869), deși nu are asemănări definitorii cu modelul, este de fapt un studiu de culoare. El a fost pictat cu tușele sprintene care anunță impresionismul. În realizarea sa plastică, artistul a urmărit figura unui copil aflat în plin soare. A pus, fără a fi tributar vreunei prejudecăți, brunuri gălbui care au reflexe roșcate pe păr și un roșu neobișnuit, aproape strident, pe obraji. Totul, volumul, culoarea și forma, își datorează existența luminii dintr-un anumit moment al zilei, năzuința pictorului fiind captarea unei impresii, efectul unei clipe fiind evidentă.
Portretul copilului Alexandru Davila a fost creat cam în aceași vreme, dar a fost conceput după alte premise, el amintind de figurile de copii pe care G.D. Mirea le-a pictat după anul 1880. Alexandru are o vestimentație tradițională - națională, așa cum soții Davila obișnuiau să-și îmbrace odraslele. Copilul apare ca dintr-o reprezentare de basm. El este realizat în picioare, are fața prelungă încadrată de plete și breton și are un mintean pe umăr peste un pieptar brodat. Albul cămășii și al ștergarului prins la brâu se distinge plin de frumusețe din penumbrele fondului. Surprinzător, privirea personajului ce nu poate avea mai mult de 7 - 8 ani, are o tristețe obsedantă și prematură.

## Portretul Zettinei Urechia
Pentru a realiza portretul Zettinei Urechia, Nicolae Grigorescu a făcut o schiță pe o filă a unui carnet de studii care se află astăzi la Muzeul Național de Artă al României, Secția de grafică. George Oprescu a apreciat că artistul ar fi avut puternice sentimente de prietenie pentru femeia al cărei chip senzual este dominat de priviri șăgalnice și buze cărnoase. Ea a fost realizată cu părul strâns pe creștet așa cum era moda acelor vremuri, capul ușor înclinat ca dus pe valuri de amintiri și visuri, capul fiind repetat mașinal alături sub impresia unei amintiri. Volumul buzelor a fost subliniat discret de peniță ca și conturul plin al feței care pune în evidență gâtul voinic prin contrast cu penumbra privirii. Mâna artistului s-a oprit, visătoare parcă, după desenarea câtorva linii spiralate și a câtorva puncte.
Un astfel de reverie intimă apare și în portretul care se află în Colecția I. N. Dona. Zettina, născută Pester-Wirth, într-o familie de origine vieneză care s-a stabilit la Iași, este de fapt o frumusețe planturoasă de tip germanic și care are, transpare din tablou, o sănătate îmbietoare.

Lucrări realizate în perioada 1869-1870
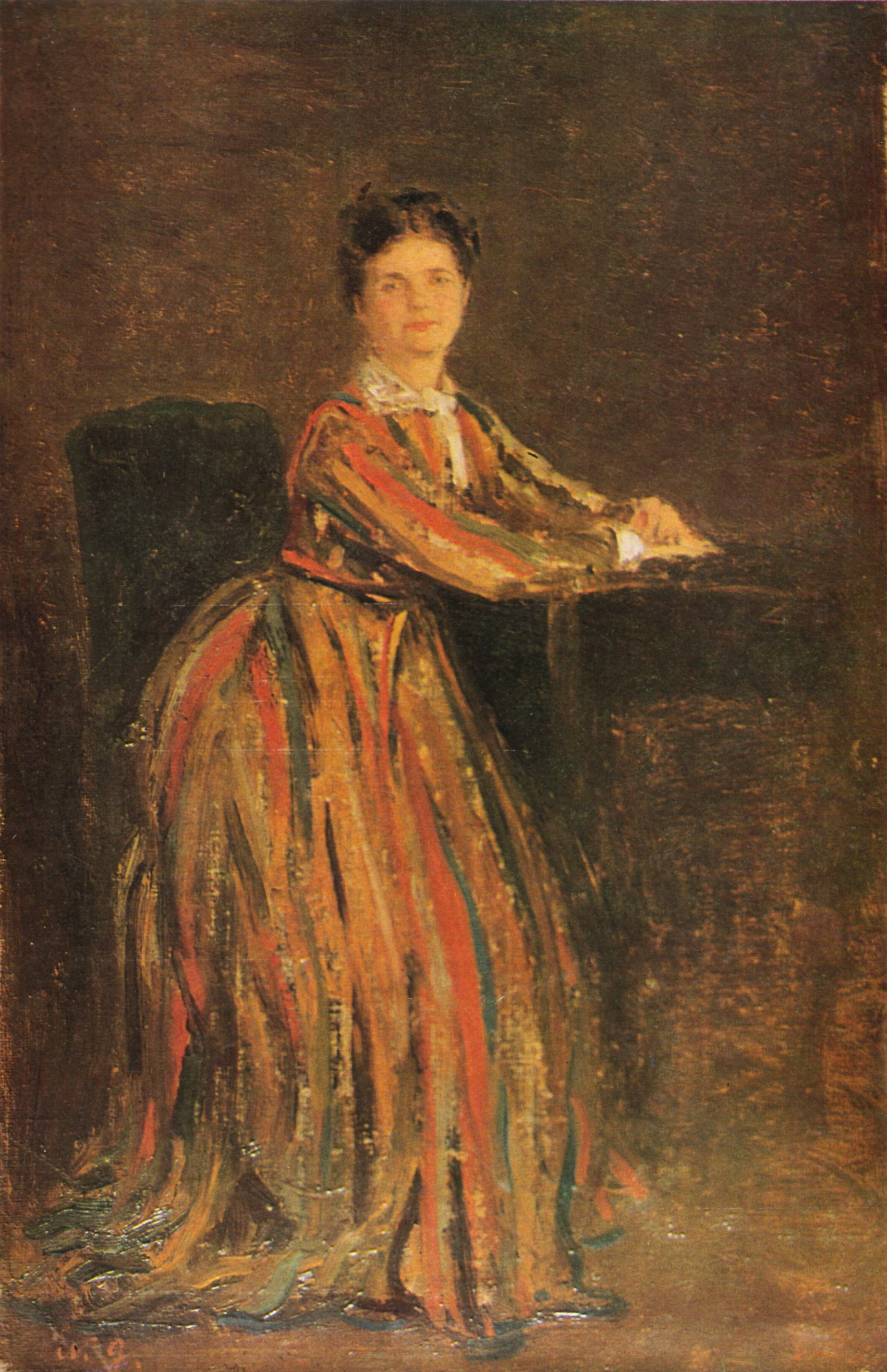
Portretul Emiliei Dona
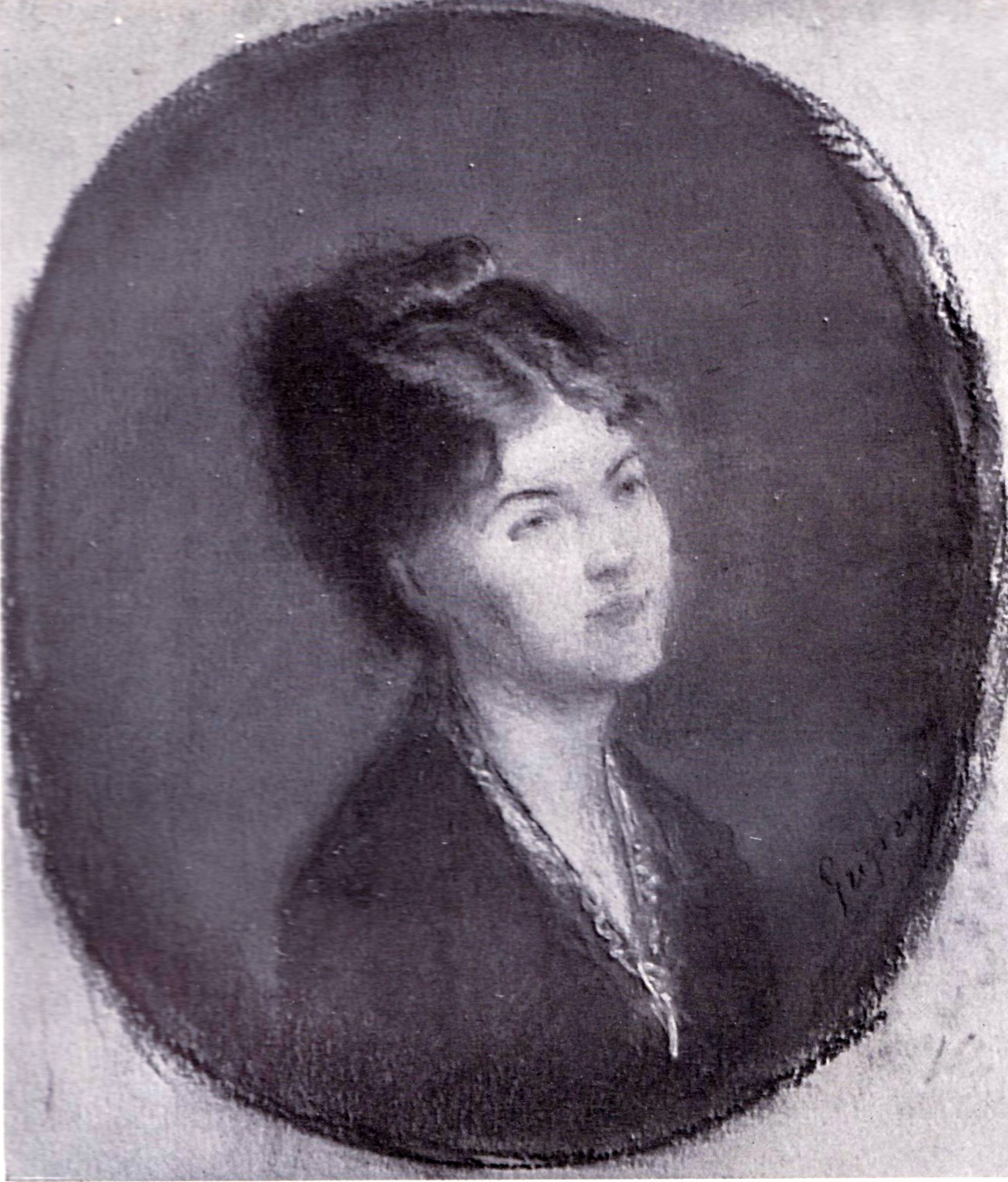
Portretul Zettinei Urechia
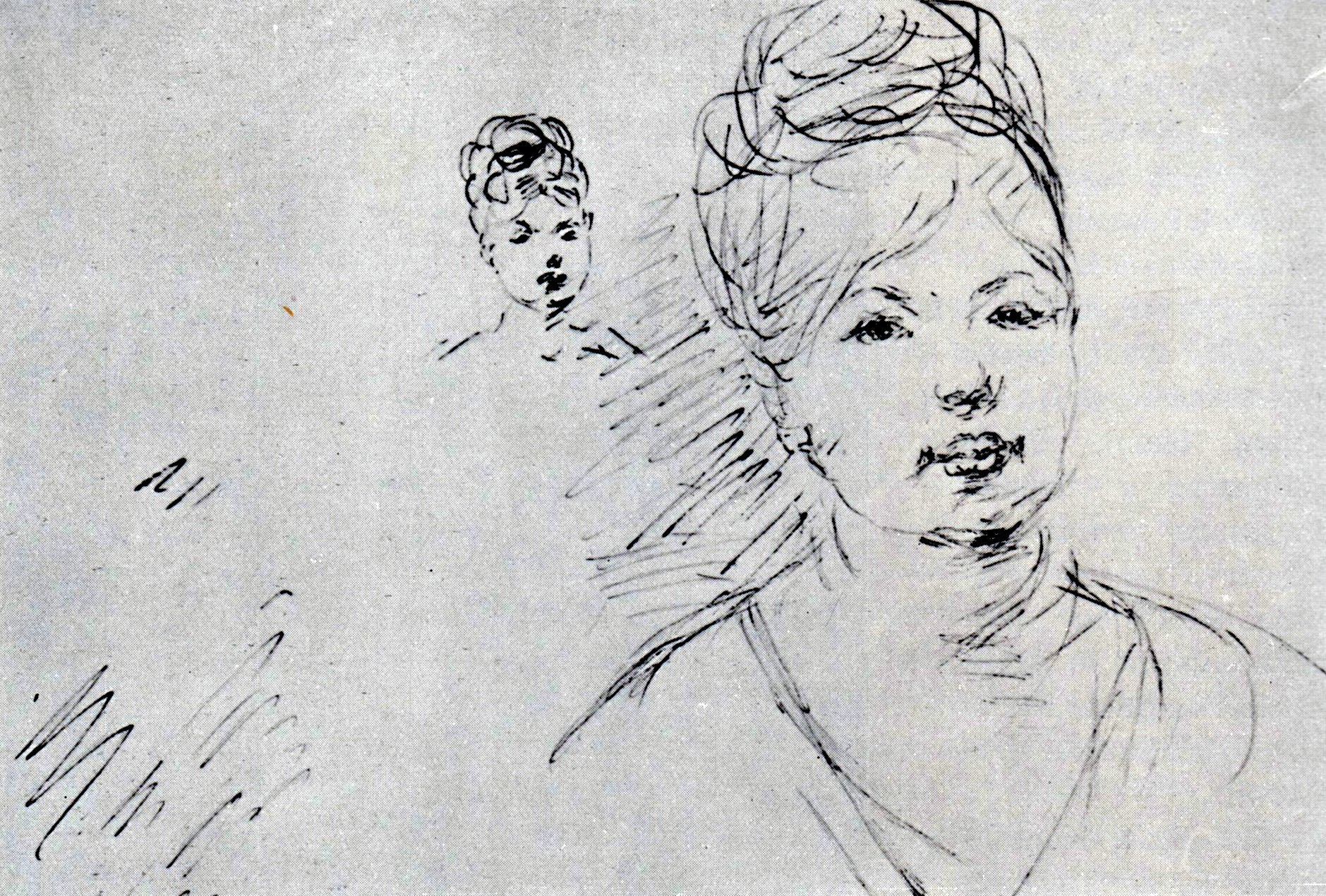
Studiu pentru portretul Zettinei Urechia
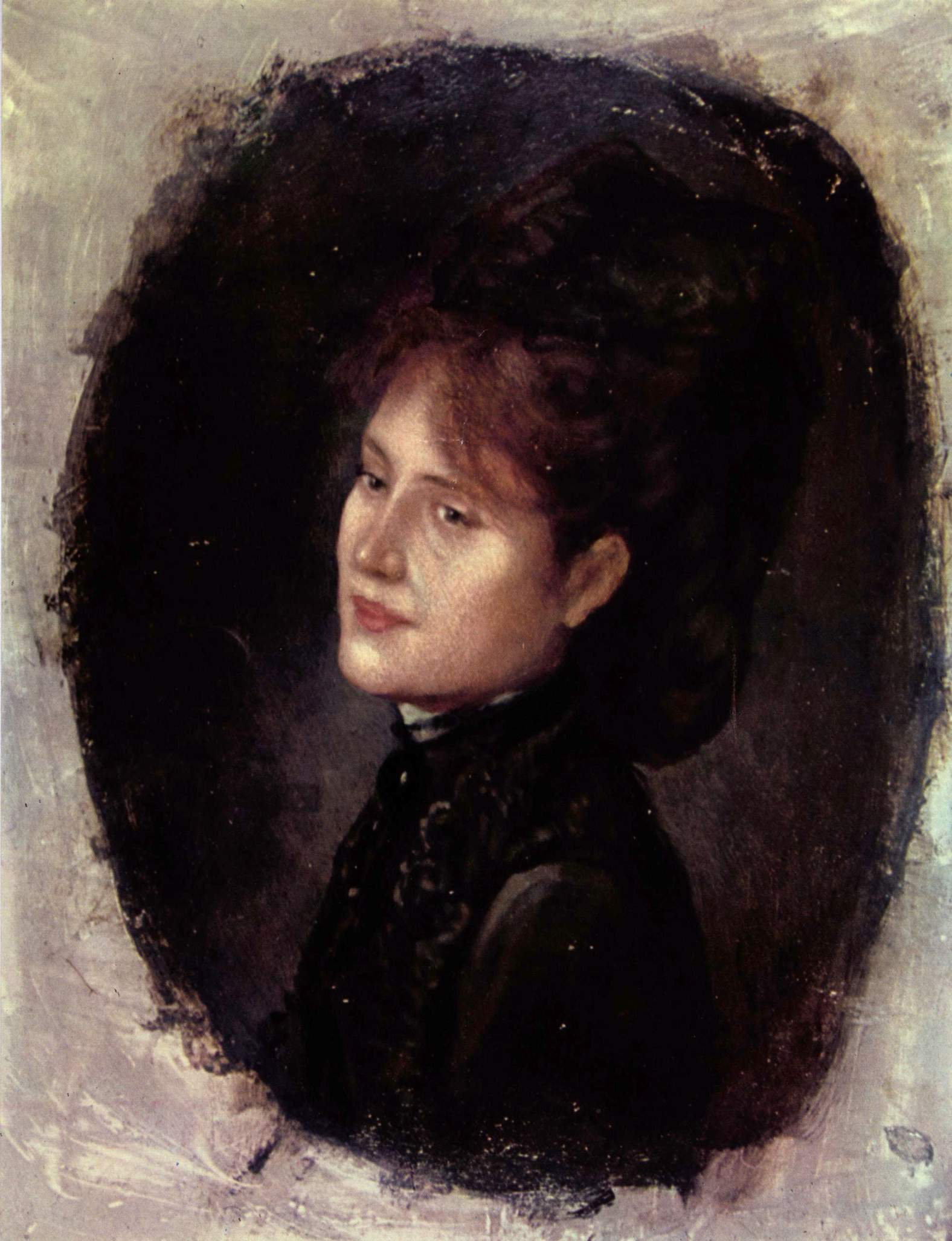
Portret de femeie - Zettina

Emiliei Dona, sora Zettinei Urechia, artistul i-a dedicat două portrete care aparțin aceleiași colecții. Unul care a fost datat în anul 1871 este asemănător celui al Zettinei, dar are un interes artistic limitat. În cel de al doilea, cumnata lui V. A. Urechia a fost înfățișată în picioare cu mâinile pe masă și sprijinită de brațul unui fotoliu. Acest tablou este unul în care Nicolae Grigorescu relevă temperamentul său, deoarece se vede cu ochiul liber că lucrarea a fost executată dintr-o dată ca o schiță. Rochia multicoloră a fost pictată într-un spirit de sinteză neașteptată, cu tușe clare de roșu, albastru, galbene și verzi. Acestea se prelungesc de la talie în jos și în lungul brațelor, lăsând pânza descoperită pentru continuarea compoziției în dreptul luminilor. Imaginea rezultată are consistență și echilibru. Caracterul ei de improvizație și atmosfera încăperii sugerată discret, aruncă între chipul femeii și privitor un văl de melancolie imperceptibil.